# Personen aus den Epen um Marko Kraljević
Dieser Artikel behandelt einige Charaktere aus den Epen um den Königssohn Marko:
Jevrosima ist die Mutter von Marko. Sie ist die Schwester des Woiwoden Momčilo. Momčilo hatte zwölf Brüder und war mit Vidosava verheiratet. Er lehnte es ab, Vukašin als neuen König anzuerkennen, woraufhin Vukašin das Reich des Momčilo im Durmitor-Gebirge belagerte. Vukašin' Armee konnte die zwölf Brüder des Momčilo besiegen, doch Momčilos selbst konnte sie nicht habhaft werden, da Momčilo zu stark war und über ein geflügeltes Pferd verfügte, und so der Armee Vukašin' jedes Mal entfliehen konnte. Erst auf Verrat der Vidosava, Momčilos Ehegattin, der Vukašin versprach sie zu heiraten und zur neuen Zarin zu machen, konnte Momčilo gefasst und getötet werden. Als Vukašin die Burg Momčilos und dessen Waffen und Rüstung begutachtete, überkam ihn Reue, und er nahm statt Vidosava die Schwester Momčilos, Jevrosima, zur Frau. Und sie gebar Marko, der aber ganz nach seinem Onkel, dem Woiwoden Momčilo, schlug... In den Epen hat Jevrosima einen entscheidenden Einfluss auf ihren Sohn, sie steht für rechtes Handeln und christliche Integrität. An ihrem Schosse weint sich Marko oftmals aus, wenn er sein und der Welt Schicksal beklagt.
Dagegen ist Ravijojla in den bulgarischen Epen Gyura, die Schutzfee Markos und seine Schwurschwester. Sie beschert ihm viele Gaben, z. B. das Sprechen mit Tieren, und steht ihm mit Rat zur Seite. Mit ihren Ratschlägen kann Marko stärkere Gegner wie etwa Musa Kesedžija besiegen. Manche sehen in Ravijojla bzw. Gyura das vorchristliche, heidnische Element in den Epen.
König Vukašin ist der Vater von Marko. Als der junge Marko die Zarenkrone nicht ihm, sondern dem rechtmäßigen Zaren Uroš zuspricht, will ihn Vukašin töten, doch Marko findet Zuflucht in einer Kirche. Vor den Toren der Kirche verflucht Vukašin seinen Sohn, zeit seines Lebens den Türken zu dienen.
Markos Frau heißt Jelena. Historisch erwähnt ein Höfling namens Dobre im 14. Jh. eine mögliche Liebschaft Markos, als er (Dobre zufolge) eine Todora, die Frau Grgurs, verließ und sich wieder seiner erstvermählten Frau Jelena, der Tochter des Fürsten Hlapen, zuwandte.
Anđelija ist Markos Schwester. Gleich der Mutter Jevrosima ist sie ein Beispiel für gutes Handeln. Sie sorgt sich auch um Markos Schloss und Ländereien, und wartet, bis Marko ihr einen rechten Ehemann zuweist und seinen Segen für die Ehe gibt.
Andrijaš heißt der Bruder Markos, der in einigen Epen von Marko wegen eines edlen Pferdes erschlagen wird. In einigen Epen der dalmatinischen Inseln wie Hvar ist Andrijaš der eigentliche Held und nicht Marko. Historisch belegt ist Andrijaš, der nach Ungarn emigrierte und in ungarische Dienste trat.
Miloš Obilić, der größte Ritter Serbiens, ist mit Marko verbrüdert. Gemeinsam bestehen sie mehrere Abenteuer.
Relja Krilati oder Relja von Novi Pazar, ist ebenso mit Marko verbrüdert. Da er von dem geflügelten Pferdes von Markos Onkel Momčilo abstammte, hat Relja auch Flügel und kann fliegen.
Filip Mađarin, der größte Held Ungarns, ist auch mit Marko verbrüdert. Filip ist eine epische Verarbeitung von Philippo Scolari.
Beg Kostadin ist mit Marko verbrüdert. Marko tadelt ihn, als Kostadin zum Fest seines Schutzheiligen nur reiche Verwandte und Freunde einlädt, die Armen aber draußen lässt. Er taucht in mehreren Epen als Begleiter Markos auf. Beg Kostadin ist die epische Ableitung von Konstantin Dragaš, wobei der Erstname Beg vom türkischen Herr entlehnt ist.
Ljutica Bogdan, der grimmige Bogdan; ein alter, erfahrener Kämpfer, gilt bis vor Marko als der gewaltigste Krieger Serbiens. Er nimmt Miloš Obilić und andere serbische Helden gefangen, weil sie von seinen Weintrauben kosten. Als er auf Marko trifft, zögert er vor dem entschlossenen Marko und lässt alle Helden frei.
Der Sultan ist eine widersprüchliche Figur: Er liebt und bewundert Marko, scheut aber auch nicht, ihn zu verfolgen und einzukerkern. Mehrmals bittet er Marko, zum Islam überzutreten und seine Tochter zu heiraten, was Marko jedoch ablehnt.
Alil-aga ist ein türkischer Heerführer. Er ist Marko zuerst feindlich gesinnt und fordert den erkrankten Marko zum Bogenschießen heraus, bei dem der Sieger Frau und Hof des anderen bekommen soll. Marko, zu schwach um gegen das Heer Alil-agas zu kämpfen, willigt ein, und besiegt diesen im Bogenschießen mit Hilfe eines tatarischen Bogens. Die beiden verbrüdern sich danach.
Janja, eine Wirtin, bei der Marko öfters einkehrt.
Vuča dženeral, ein ungarischer Heerführer aus Oradea. Er nimmt Miloš Obilić und andere serbische Heerführer gefangen, wird aber dann mit seinem Sohn Velimir von Marko besiegt und gefangen genommen. Für seine und seines Sohnes Freilassung muss er die serbischen Helden freilassen und ein hohes Lösegeld zahlen.
Musa Kesedžija ist ein albanischer Aufrührer. Er besiegt ganze türkische Armeen. Letztlich wird Marko aus einem türkischen Kerker geholt und für den Preis der Freiheit gegen Musa geschickt. Marko besiegt Musa mit einer List, die ihm seine Schutzfee Ravijojla eingibt. Als Marko erkennt, dass in Musa drei Herzen schlugen, wobei das eine Herz im Kampfe mit Marko noch schlief (d. h. Musa kämpfte nicht mit ganzer Kraft), reut es ihn, einen größeren Helden, als er einer war, getötet zu haben.
Ćemo brđanin ist der Bruder von Musa Kesedžija. Er will seinen Bruder rächen und besiegt Marko im Zweikampf. Um Marko nicht aufzuhängen, lässt er sich von den „Christen“ reich entlohnen, hat aber trotzdem vor, Marko zu töten. Marko überführt auch Ćemo mit einer List, indem er ihn mit der Hilfe Janjas, der Wirtin, betrunken macht, ihn tötet und den Christen ihr ganzes Gold zurückgibt.
Mina od Kostura, ebenfalls ein Aufrührer gegen die Türken, bemächtigt sich der Stadt Kastoria, daher sein Beiname „von Kastoria“. Während Marko für den Sultan in Arabien kämpft, entführt er Markos Frau Jelena. Marko führt mit den Türken Krieg gegen Mina, kann diesen aber nicht besiegen. Erst als er als Mönch verkleidet Einlass in die Feste Minas bekommt, schafft Marko, Mina zu töten.
Die Mohrenprinzessin ist eine arabische Königstochter. Marko führt das türkische Herr gegen den König von Arabien, wird jedoch von den zwölf Arabern gefangen genommen. Die Araber halten Marko sieben Jahre lang im Kerker, aber dann verliebt sich die schöne Prinzessin in Marko. Sie hilft ihm zur Flucht, im Glauben, dass er sie mitnimmt, aber Marko tötet sie, als sie ihn küssen will, da er ihre „schwarze Haut und weißen Zähne“ nicht erträgt. Später reut ihm seine Tat, was der Grund für seine zahlreichen kirchlichen Stiftungen ist, womit er sich Vergebung erhofft.
Die zwölf Araber werden als mächtige Krieger genannt, als Marko in Arabien kämpft. Er besiegt diese und befreit ihre Sklavin, ein Mädchen, welches die zwölf Araber auf verschiedenste Weise gequält haben. Marko macht sie zu seiner Schwurschwester und schickt sie zu seiner Mutter Jevrosima.
Der schwarze Araber (in der Übersetzung von Talvj der schwarze Mohr) entführt die Tochter des Sultans, die Marko dann befreit.
Der schwarze Araber taucht auch im Lied „Marko schafft die Brautsteuer ab“, für viele das berührendste Epos um den Königssohn. In der Geschichte trifft Marko auf das Mädchen vom Amselfeld, das sich in den Fluss stürzen will, da der schwarze Araber vom Sultan die Rechte für das Amselfeld erworben und eine Brautsteuer eingeführt hat – jeder Bräutigam muss 34 Goldstücke zahlen oder er wird ins Kerker geworfen, und jede Braut muss 30 Goldstücke zahlen oder eine Nacht mit dem schwarzen Araber verbringen. Marko gibt dem Mädchen 30 Goldstücke, damit sie sich das Leben nicht nehme und für ihre alte Mutter und ihren Liebsten sorgen kann, und reitet weinend über das Amselfeld.
Am Zeltlager des schwarzen Arabers angekommen, tötet er dessen Krieger und schließlich auch diesen, und befreit die Gefangenen. Die Diener des schwarzen Arabers schickt er in alle vier Richtungen, die verkünden sollen, dass es von an keine Brautsteuer mehr gibt, denn „Marko hat für alle bezahlt“. Die Geschichte gibt indirekt Antwort, warum Marko den Türken dient: Es ist sein vom Vaters Fluch bestimmtes Schicksal, aber so kann er auch sein Volk vor weiterem Unheil bewahren, denn „er zahlt für alle“.